# Коннор Зарі
Коннор Зарі (англ. Connor Zary 25 вересня 2001) — канадський хокейний центральний нападник Національної хокейної ліги (НХЛ)  у складі «Калгарі Флеймс. «Флеймс» обрали Зарі під 24-м номером на вступному драфті НХЛ 2020 року.

## Ігрова кар'єра

### Юніор
Після трьох видатних сезонів у «Камлупс Блейзерс» із Західної хокейної ліги Зарі багато хто вважав головним фаворитом, який нещодавно отримав право взяти участь у драфті НХЛ 2020 року.  Центральне скаутське бюро НХЛ оцінило Зарі як 15-тий найкращий північноамериканський фігурист, який має право на відбір у 2020 році 
На драфті, який було перенесено на 6 жовтня 2020 року зі звичайної дати наприкінці червня, Зарі був обраний «Калгарі Флеймз» під 24-м загальним номером.  31 грудня «Флеймс» підписали із Зарі трирічний початковий контракт. 

### Калгарі Флеймс
1 листопада 2023 року Зарі дебютував у НХЛ у складі «Флеймс», забивши свій перший гол у кар’єрі в НХЛ у поразці «Даллас Старз» з рахунком 4–3. 